# Project Horizon
Project Horizon — проект, целью которого было изучение возможности создания военной базы на Луне. 
8 июня 1959 года, группа Военного агентства по баллистическим ракетам (ABMA) сделала Военному департаменту США доклад, озаглавленный «Проект Горизонт, исследование армии США по созданию лунной военной базы». В числе причин для этого указывались военные и научные преимущества над другими нациями. Программа также обеспечивала спрос на конструировавшиеся ракеты ABMA.
Лунная база «Горизонт», как было указано в документации, была необходима для защиты интересов Соединённых Штатов на Луне, для проведения с Луны наблюдений Земли и космического пространства, в качестве ретранслятора сообщений, а также базы для исследования Луны. Постоянная база должна была стоить 6 миллиардов долларов и начать действовать в декабре 1966 года с 12 солдатами.
Будучи непрактичным, проект базы «Горизонт» так и не достиг фазы реализации.

## Детали конструкции
Вернер фон Браун, глава ABMA, назначил Хайнца Германа Кёлле главой команды проекта в Редстоунском арсенале. Планы предусматривали 147 запусков ракет-носителей Saturn I и Saturn II для вывода компонентов космического корабля на низкую околоземную орбиту для сборки. 
Лунный посадочно-возвращаемый корабль должен был перевозить до 16 астронавтов за раз на базу и обратно.

### Местоположение
Требования по энергии ракет ограничивали местоположение базы областью широты/долготы на Луне от ~20° с.ш., ~20° з.д. до ~20º ю.ш., ~20º в.д. 
В этой области проектом были выбраны три места:
- северная часть Залива Зноя, около кратера Эратосфен;
- южная часть Залива Зноя, около Центрального Залива;
- юго-западный берег Моря Дождей, к северу от Апеннин.

### Планы строительства
- 1964: 40 запусков ракеты "Сатурн".
- Январь 1965: Начало доставки грузов на Луну.
- Апрель 1965: Первая пилотируемая посадка с двумя астронавтами. Непрерывное строительство базы до готовности.
- Ноябрь 1966: Укомплектование базы группой из 12 человек. Этой программе требовалось в общей сложности 61 запуск Сатурн I и 88 Сатурн II до ноября 1966 года. За этот период около 220 тонн полезного груза были бы доставлены на Луну.
- Декабрь 1966—1967: Первый год эксплуатации лунной базы. В общей сложности было запланировано 64 запуска с дополнительными 120 тоннами полезного груза.

### Оборона
База была бы защищена от пехотной атаки СССР с помощью управляемого людьми оружия:
- неуправляемых ракет Davy Crockett с ядерными боеголовками малой мощности;
- обычных мин (M18A1 «Клеймор»), модифицированных для прокола скафандров.

### Основы
Основными строительными элементами базы были цилиндрические резервуары из металла, 3,05 м в диаметре и 6,10 м в длину.
Два ядерных энергоблока подлежали установке в бункерах для их защиты и, следовательно, надежного энергопитания оборудования, используемого в строительстве главного корпуса. Пустые контейнеры из-под грузов и топлива надлежало собирать и использовать для хранения сыпучих материалов, вооружения и предметов первой необходимости.
Предполагалось использовать два типа наземных лунных транспортных средств — луноходов, — одно для подъёма тяжестей и земляных работ (а именно: копания и скрепирования), другое для длительных поездок, необходимых для перевозок, исследований и поисково-спасательных работ.
Лёгкая параболическая антенна, возведённая рядом с главным корпусом, обеспечивала бы связь с Землёй. По завершении этапа строительства первоначальный корпус был бы преобразован в станцию для биологической и физической научных лабораторий.

## В популярной культуре
В документальном фильме Gaia Selene Джон Хемри утверждает, что преимущества военной базы «Горизонт» заключались в неуязвимости к первому ядерному удару. Это преимущество было утрачено с развитием атомных подводных лодок, и база «Горизонт» так и не была реализована.